# 고코역
고코역(일본어: 五香駅, ごこうえき)은 일본 지바현 마쓰도시에 있는 신케이세이 전철 신케이세이 선의 역이다. 역 번호는 SL07이다.

## 역 구조
섬식 승강장 1면 2선의 구조로 교상역사를 갖는다. 개통 이후부터 당분간은 역 서쪽에 차량기지가 입지하였지만, 1975년에 구누기야마 역 인근으로 이전하였다. 역 동쪽에도 버스 차고지가 있었지만 이전하였다.
역 서쪽은 은행이나 서점이 입주한 역 빌딩이고 대합실과도 연결된다.
배리어 프리 시설은 에스컬레이터가 서쪽으로 개찰구 외 대합실 사이로 개찰구 내 대합실과 플랫폼 사이로 엘리베이터가 동쪽 출입구와 개찰구 외 대합실 사이를 각각 연결하고 있으며, 다기능 화장실이 개찰구 내 대합실에 설치되어 있다.

### 승강장
| 1 | 신케이세이 선 | 모토야마・신카마가야・기타나라시노・신쓰다누마・게이세이쓰다누마・ 게이세이 선 방면 |
| 2 | 신케이세이 선 | 도키와다이라・야바시라・마쓰도 방면                                                 |

## 역 주변

### 니시구치
- 고코 역 니시구치 빌딩
- 고코 역 니시구치 제2빌딩
- 고코 역 니시구치 제3빌딩
- 산로드 고코 상점가
- 도키와다이라 벚꽃 거리
- 도키와다이라 단지
- 마쓰히다이 공업 단지
- 마쓰도 시립 제4중학교
- 마쓰도 시 소방국 고코 소방서
- 마쓰도 시 건강 복지 회관

### 히가시구치
- 관광 이원
- 마쓰도 시 고코 시민 센터
- 고코 역전 우체국

## 화량

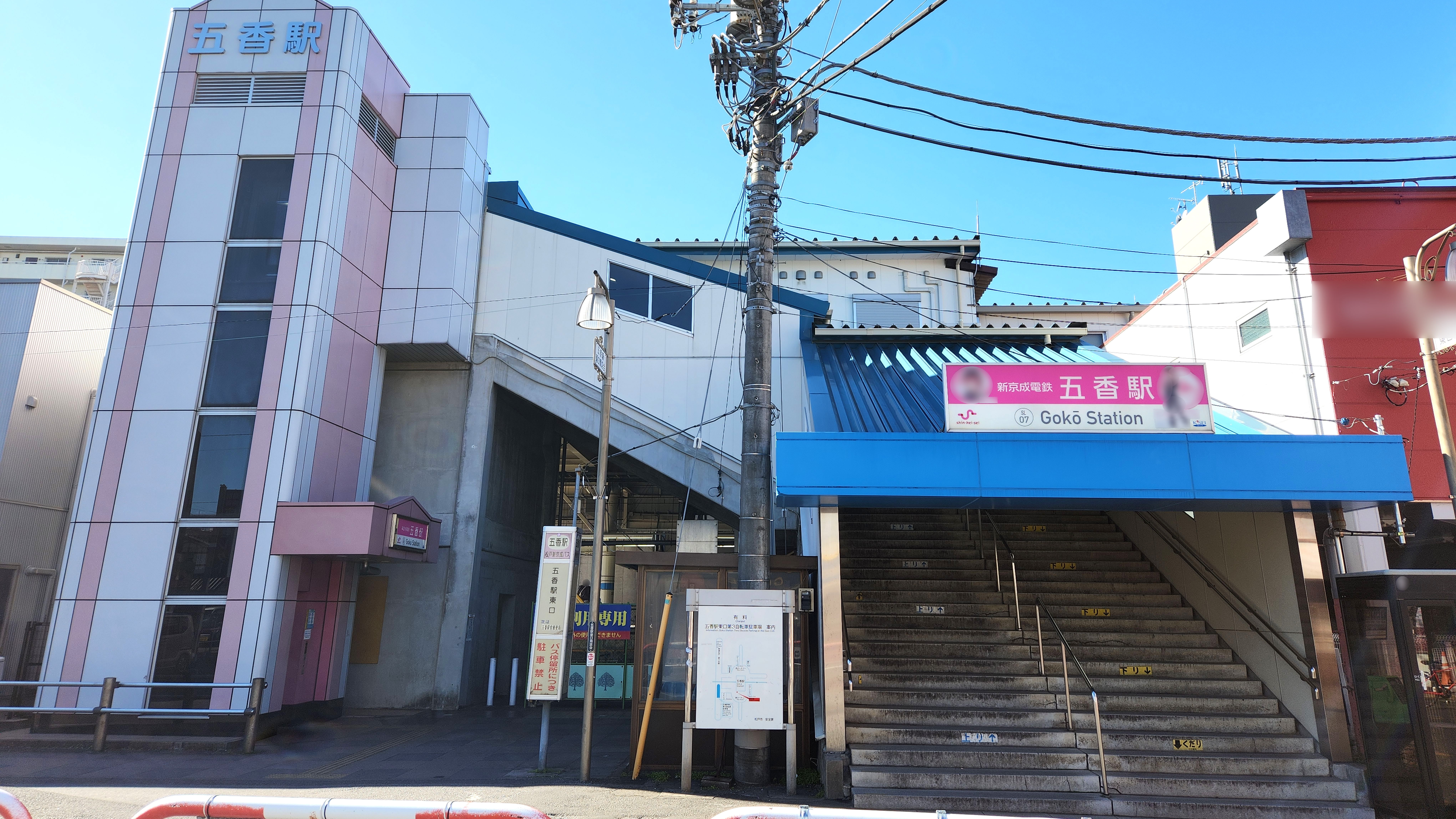
동쪽 출입구(2023년 1월)

## 역사
- 1955년 4월 21일: 영업 개시.

## 인접역
| 신케이세이 전철 신케이세이 선  | 신케이세이 전철 신케이세이 선 | 신케이세이 전철 신케이세이 선        |
| ------------------------------ | ----------------------------- | ------------------------------------ |
| SL 06 도키와다이라 마쓰도 방면 |                               | 모토야마 SL 08 게이세이쓰다누마 방면 |